# Pouteria tarapotensis
Pouteria tarapotensis là một loài thực vật thuộc họ Sapotaceae. Đây là loài đặc hữu của Peru và Bolivia.